# 沈鴻英
沈鴻英（1871年—1935年1月28日），原名亞英，字冠南，廣西省雒容县（今柳州市鱼峰区雒容镇）人，清末民初军事将领，政治派系光譜屬於旧桂系，在反孫作戰失敗後退回廣西，並在一系列廣西內戰中敗於新桂系，失去政軍全力，最後病逝香港。

## 生平

### 早年
沈鸿英原名沈亞英，因父母早逝家境貧困，青年時期曾與其兄沈鴻輝一同經商，並結識地方各路勢力。因廣西省境內秩序惡化，沈鴻英在二十餘歲開始轉當土匪，並成功劫掠過清朝政府餉銀，在廣西一代小有名氣。1911年辛亥革命後，廣西一代有土匪經歷的革命黨為了增強革命軍力量，招募廣西內尚在活動的土匪組織，在同盟會柳州支部的運作下，當時有一百餘名部下的沈鴻英接受了同盟會的延攬轉正，沈鴻英被任命為管帶，沈的部下李天民為幫帶、韓彩鳳、何才杰為隊長，編入國民軍麾下。
革命成功後，劉古香指派劉震寰重編各地部隊，沈鴻英配合劉震寰與劉古香招攬各地土匪，充實部隊，民國元年，沈鸿英升为督带。民國二年（1913），二次革命爆发，孫中山派人聯繫劉古香發動反袁戰爭，但是劉古香麾下兵力遠弱於廣西督軍陸榮廷，雖然仍發動反袁戰爭，但是起兵後沈鴻英決定背叛劉古香，擁護袁世凱。除了驅逐上司劉震寰部隊外，沈鴻英俘虜了劉古香、柳州水師統領劉月卿，劉古香因此遭陸榮廷槍斃。在背叛後，广西督军陸荣廷升任沈鴻英為幫統，隨後他在陸榮廷麾下繼續進行廣西地區土匪與革命黨的綏靖作戰，並逐漸充實部隊實力。
1916年3月，陸荣廷参加护国战争，发表反袁独立宣言，进攻广东将軍（督軍）龙济光。沈鸿英部隊跟随陸荣廷開拔攻廣，龍濟光被擊敗後，因戰功沈鴻英被任命为欽廉鎮守使。1917年12月，退兵至海南島的龙济光企圖反撲，在广东雷州半島东部登陆，陸荣廷、李烈钧组织5個讨龙军，沈鸿英任第一军总司令，围攻龙济光。1918年6月中，沈鸿英部隊被指派渡海直搗龙济光琼州根據地，龍濟光在逃離海南島時，殘留的武器與資產被沈鴻英給掠取，成為沈鴻英後續擴軍的基礎。是年秋，改编第一军为广东护国军第三军，沈鸿英仍任总司令，后兼瓊崖鎮守使。1919年冬，驻扎北江，并被任命兼任南韶鎮守使兼粤贛湘边防督办。

### 中期
民國九年（1920），效忠孫中山的廣東部隊發動第一次粵桂戰爭，企圖驅逐盤據廣東的舊桂系軍隊。由於沈鴻英對於當時陸榮廷的政軍布局不滿，未全力對抗廣東部隊，而撤軍退回廣西省。陸榮廷忌憚沈鴻英，將沈鴻英部隊改編為廣西邊防軍第三路軍，總司令沈鴻英，下轄三個步兵旅，駐紮兩廣邊境的賀县、平乐一带。民國十年（1921）6月，陸榮廷指示沈鴻英部隊入侵廣東，沈鴻英派遣何才杰旅進攻連山；孫中山面對此戰情，下令廣東部隊攻入廣西，驅逐陸榮廷。6月25日，廣東部隊佔領梧州市，在前線戰況不利的情況下，沈鴻英7月10日在根據地八步發電逼迫陸榮廷下野，並自封救桂軍总司令。
沈鴻英並未與廣東部隊溝通便發動的這一系列政治操作未得到粵軍配合，許崇智部隊向沈鴻英的邊防軍發動進攻，並將其逼退撤往桂林市。而陸榮廷的部下也不滿沈鴻英的背叛操作，因此不願意接納沈鴻英，处于劣勢的沈鴻英率部隊逃到湖南省投靠當時與直系軍閥爆發衝突，但兵力不足趙恒惕。
隨著民國十年（1921）底趙恒惕與北京政府和解，沈鴻英部隊在湖南省內立場開始險峻；民國十一年（1922）初，在江西督軍陳光遠允許下，沈鴻英將部隊從湖南省南部經江西省移動到湖南省北部，湖南省防軍將領葉開鑫、葉琪曾試圖阻止沈鴻英部隊再度入湘，但反被沈鴻英部隊給擊敗，沈鴻英因此盤據瀏陽市將該地作為其根據地，並進行政治活動，企圖讓周邊督軍承認其控制權。由於吳佩孚身處的直系軍閥有意採取武力手段解決南方政府割據問題，開始拉攏南方的軍事將領，在黎元洪的許可下，沈鴻英部隊被北京國民政府收編，補充械彈，更名為中央直轄陸軍第十七師，並授與協威將軍頭銜。吳佩孚以此要求沈鴻英南攻廣東省。
1922年6月，陳炯明发动六一六事变进攻孫文，双方决裂。1922年7月，沈鴻英奉吴佩孚命令进攻广東省，但陳炯明重兵駐防，故沈未與廣東粵軍進行作戰。在南下途中，沈鴻英得知在粵軍離開廣西後，廣西內部發生劇烈的權力競逐，因此沈鴻英決定率兵重返廣西。11月，沈鴻英重佔八步，並將部隊改名為廣西陸軍第一軍，自封軍長。並拉攏了居住在上海的岑春煊成為其政治靠山，成为广西省的实力派军人。
孫中山被陳炯明給逐出廣東後，也在上海圖謀再起，並與岑春煊結盟，岑春煊則推薦沈鴻英成為擁護孫中山的軍事盟友，孫中山在1922年12月授與沈鴻英「廣西靖國軍總司令」頭銜，配合舊桂系劉震寰、滇軍的楊希閔、范石生等人組織討賊軍，在藤縣會師後攻入廣東，1923年1月，将陳炯明驱逐出广州。2月，孙中山在广州重建大元帥府。沈鴻英獲得白雲山、佛山市、四會縣、肇慶縣等地盤。

### 广西争奪战
沈鴻英並沒有滿足於被孫中山指揮，而企圖獨佔廣東，因此派員秘密與吳佩孚聯繫，並取得吳的信任。吳佩孚在民國十二年（1923）3月發布任命沈鸿英为督理广東軍務善後事宜，4月沈鸿英接受任命，以此名義對廣州的孫文大本營發兵攻擊。在親孫中山粵軍、舊桂系劉震寰、滇系楊希閩聯軍的奮戰縣，沈鴻英部隊被擊敗，為了支援沈鴻英，吳佩孚下令贛南鎮守使方本仁、南雄鎮守使兼陸軍第九混成旅旅長鄧如琢發兵攻廣，但從江西省攻擊的部隊全部遭到粵軍擊退，沈鴻英在部隊大敗後先是退往廣東北部，後經湖南省回到廣西，並派鄧瑞徵發兵佔領桂林市，控制廣西省東部一帶。民國十二年沈鴻英返回廣西後，在广西省形成了沈鸿英軍、陸荣廷軍、李宗仁新桂系軍的三足鼎立之势。
沈鴻英同三股勢力中最強的陸荣廷對抗，事实上同新桂系形成联合。1924年4月，陸荣廷进军桂林，包围并进攻沈鸿英。6月，新桂系趁机攻击陸荣廷的南寧。8月，陸荣廷撤往全州，沈鸿英占领桂林。9月，沈鸿英进攻全州，陸荣廷被逐出广西，10月被迫下野。沈鴻英在陸榮廷下野後吸收其殘部陸雲高部隊，控制軍力一度擴張至2萬人。
民國十四年（1925），沈鴻英開始同新桂系作战，廣東國民政府派遣李濟深、陳濟棠部隊支援新桂系，在新桂系與廣東政府部隊的戰力下，沈軍逐渐处于下风。同年4月，沈鴻英失守桂林，随后被驱逐出广西省，自此失勢下野，在廣西省的資產也被新桂系沒收充公。沈鴻英最後逃抵英屬香港，以其聚斂資產於元朗購置田產，興建宅邸，建立逢吉鄉作寓公度日，自此不再涉足中國軍政事務。
1934年平安夜病逝於香港寓所中，享年63岁。其私人墓園位於錦莆路九霄觀一帶，佔地約2,000平方米，共有約10個大小不一墳墓，墓群「主墳」碑上刻有「故協威將軍冠南府君之墓」。